# 2024년 8월 죽음
다음은 2024년 8월에 사망한 저명한 인물 목록이다.
- 8월 1일
  - 잉글랜드의 축구인 크레이그 셰익스피어
  - 대한민국의 교육자 윤오남
  - 대한민국의 아나운서 조춘제
- 8월 2일
  - 대한민국의 언론인 고광택
  - 대한민국의 언론인 김영수
- 8월 3일
  - 대한민국의 시인 안학수
  - 대한민국의 정치인 정동균
  - 태국의 가수 플른 폼댄
- 8월 4일 - 미국의 물리학자 리정다오
- 8월 5일
  - 미국의 영화배우 찰스 사이퍼스
  - 미국의 영화배우 패티 야스타케
- 8월 7일 - 일본의 여성운동가 다나카 미쓰
- 8월 8일
  - 미국의 영화배우 미치 매콜
  - 대한민국의 정치인 양보윤
- 8월 9일 - 미국의 기업인 수전 워치츠키
- 8월 10일
  - 대한민국의 정치인 박권흠
  - 대한민국의 만화 평론가 손상익
  - 대한민국의 조직폭력배 신상현
  - 소련의 육상선수 갈리나 지비나
- 8월 14일
  - 미국의 영화배우 제나 롤런즈
  - 대한민국의 공직자 안응모
  - 독일의 물리학자 헤르만 하켄
- 8월 15일
  - 대한민국의 정치인 설송웅
  - 미국의 영화배우 피터 마셜
- 8월 17일 - 대한민국의 정치인 박지원
- 8월 18일
  - 프랑스의 영화배우 알랭 들롱
  - 폴란드의 축구인 프란치셰크 스무다
- 8월 19일 - 스페인의 슈퍼센티네리언 마리아 브라냐스 모레라
- 8월 20일
  - 일본의 정치인 미조구치 젠비
  - 대한민국의 교수 임청
  - 미국의 농구인 앨 애틀리스
  - 일본의 성우 타나카 아츠코
- 8월 21일
  - 대한민국의 정치인 금진호
  - 대한민국의 법조인 박준서
  - 미국의 영화배우 존 에이모스
  - 스페인의 축구인 프란시스코 가르시아 고메스
- 8월 22일 - 대한민국의 프로듀서 이주형
- 8월 23일 - 프랑스의 가수 카트린 리베이로
- 8월 24일
  - 독일의 축구인 크리스토프 다움
  - 자메이카의 육상선수 조지 로든
  - 미국의 야구인 돈 워트
- 8월 25일 - 대한민국의 배우 오승명
- 8월 26일
  - 스웨덴의 축구인 스벤예란 에릭손
  - 이집트의 법학자 나빌 엘아라비
  - 미국의 프로레슬링선수 시드 유디
- 8월 27일
  - 독일의 슈퍼센티네리언 샤를로테 크레치만
  - 일본의 탁구선수 야마이즈미 카즈코
- 8월 28일 - 대한민국의 정치인 최각규
- 8월 29일
  - 미국의 아이스하키선수 조니 고드로
  - 대한민국의 만화가 윤준환
  - 서독의 육상선수 쿠르트 벤틀린
- 8월 30일
  - 대한민국의 금융인 위성복
  - 리투아니아의 수영선수 로베르타스 줄파
  - 뉴질랜드의 제7대 마오리 국왕 투헤이티아 파키
- 8월 31일 - 동독의 노르딕복합스키선수 카를 하인츠 루크